# さぬき市
さぬき市（さぬきし）は、香川県の東部に位置する市。

## 地理
さぬき市は香川県の東部に位置し、瀬戸内海に面し志度湾や津田湾がある。市役所は志度地区に置かれ、徳島県との県境には標高500mから790mほどの讃岐山脈となっている。
- 山:矢筈山、女体山、檀特山、笠ケ峰、護摩山、火山、雨滝山、五瀬山、雲附山、石鎚山、日盛山、長見山、熊高山、大鉢山
- 河川: 鴨部川・津田川
- 島: 鷹島、名古島、猿子島

## 歴史
- 2002年（平成14年）
  - 4月1日- 大川郡津田町・大川町・志度町・寒川町・長尾町が新設合併してさぬき市が発足。香川県初の「平成の大合併」となった。
- 2003年（平成15年）
  - 2月10日 - 市章を制定した。[1]
- 2012年（平成24年）
  - 1月6日 - 市のマスコットキャラクター『さっきー』が決定された[2]。
  - 4月1日 - さぬき市合併10周年記念事業が実施[3]。

## 大字一覧
| - 志度 - 末 - 鴨部 - 鴨庄 - 小田 | - 大川町田面 - 大川町富田中 - 大川町富田西 - 大川町富田東 - 大川町南川 | - 津田町津田 - 津田町鶴羽 | - 長尾西 - 長尾東 - 長尾名 - 昭和 - 造田乙井 - 造田是弘 - 造田野間田 - 造田宮西 - 前山 - 多和 | - 寒川町石田西 - 寒川町石田東 - 寒川町神前 |

## 合併による住所表記の変更
合併及び市制施行により、住所の表示が下記のとおり変更された。
|          |          | 合併前の表示         | 合併後の表示     | |
| -------- | -------- | -------------------- | ---------------- | --- |
| 旧津田町 | 旧津田町 | 大川郡津田町○○       | さぬき市津田町○○ | 「大川郡」を「さぬき市」に置き換える。 合併後に用いられる冠称の町は「ちょう」ではなく「まち」と読む。 |
| 旧大川町 | 旧大川町 | 大川郡大川町××       | さぬき市大川町×× | 「大川郡」を「さぬき市」に置き換える。 合併後に用いられる冠称の町は「ちょう」ではなく「まち」と読む。 |
| 旧寒川町 | 旧寒川町 | 大川郡寒川町△△       | さぬき市寒川町△△ | 「大川郡」を「さぬき市」に置き換える。 合併後に用いられる冠称の町は「ちょう」ではなく「まち」と読む。 |
| 旧志度町 | 旧志度町 | 大川郡志度町大字※※   | さぬき市※※       | 「大川郡志度町」を「さぬき市」に置き換え、「大字」を削除する。                                        |
| 旧長尾町 | 長尾地区 | 大川郡長尾町●●       | さぬき市長尾●●   | 「大川郡」を「さぬき市」に置き換え、「町」を削除する。                                                |
| 旧長尾町 | 多和地区 | 大川郡長尾町多和字▲▲ | さぬき市多和▲▲   | 「大川郡長尾町」を「さぬき市」に置き換え、「字」を削除する。                                          |
| 旧長尾町 | 上記以外 | 大川郡長尾町◎◎       | さぬき市◎◎       | 「大川郡長尾町」を「さぬき市」に置き換える。                                                          |

## 行政

### 歴代市長
直近の市長選挙は2022年4月17日に告示されたが、現職の大山市長しか立候補の届け出が無く無投票で5選を果たした。
| 代位  | 人 | 市長氏名 | 任期                      | 任期                             | 肩書き               | 所属政党 | 備考                 |
| 代位  | 人 | 市長氏名 | 自                        | 至                               | 肩書き               | 所属政党 | 備考                 |
| ----- | -- | -------- | ------------------------- | -------------------------------- | -------------------- | -------- | -------------------- |
| -     | -  | 小西敏雄 | 2002年（平成14年）4月1日  | 2002年（平成14年）5月11日        | 旧長尾町長           | 無所属   | 市長職務執行者       |
| 初代  | 1  | 赤澤申也 | 2002年（平成14年）5月12日 | 2006年（平成18年）5月11日        | 旧志度町長           | 無所属   | 投票率:74.44%（1期） |
| 第2代 | 2  | 大山茂樹 | 2006年（平成18年）5月12日 | 2010年（平成22年）5月11日        | 元香川県農政水産部長 | 無所属   | 無投票（1期）        |
| 第3代 | 2  | 大山茂樹 | 2010年（平成22年）5月12日 | 2014年（平成26年）5月11日        | 元香川県農政水産部長 | 無所属   | 投票率42.80%（2期）  |
| 第4代 | 2  | 大山茂樹 | 2014年（平成26年）5月12日 | 2018年（平成30年）5月11日        | 元香川県農政水産部長 | 無所属   | 無投票（3期）        |
| 第5代 | 2  | 大山茂樹 | 2018年（平成30年）5月12日 | 2022年（令和4年）5月11日         | 元香川県農政水産部長 | 無所属   | 投票率37.22%（4期）  |
| 第6代 | 2  | 大山茂樹 | 2022年（令和4年）5月12日  | 2026年（令和8年）5月11日（予定） | 元香川県農政水産部長 | 無所属   | 無投票（5期）        |

### 歴代助役
| 代位 | 人 | 市長氏名 | 任期                      | 任期                      | 肩書き     | 所属政党 | 備考    |
| 代位 | 人 | 市長氏名 | 自                        | 至                        | 肩書き     | 所属政党 | 備考    |
| ---- | -- | -------- | ------------------------- | ------------------------- | ---------- | -------- | ------- |
| 初代 | 1  | 長谷貞憲 | 2002年（平成14年）6月11日 | 2006年（平成18年）6月10日 | 志度町助役 | 無所属   | （1期） |
| 初代 | 1  | 長谷貞憲 | 2006年（平成18年）6月11日 | 2007年（平成19年）3月31日 | 志度町助役 | 無所属   | （2期） |

### 歴代副市長
| 代位  | 人 | 市長氏名 | 任期                      | 任期                      | 肩書き                   | 所属政党 | 備考    |
| 代位  | 人 | 市長氏名 | 自                        | 至                        | 肩書き                   | 所属政党 | 備考    |
| ----- | -- | -------- | ------------------------- | ------------------------- | ------------------------ | -------- | ------- |
| 初代  | 1  | 長谷貞憲 | 2007年（平成19年）4月1日  | 2010年（平成22年）6月10日 | さぬき市助役             | 無所属   | （1期） |
| 第2代 | 2  | 渡邊三洋 | 2010年（平成22年）6月11日 | 2014年（平成26年）6月10日 | さぬき市議会事務局長     | 無所属   | （1期） |
| 第3代 | 3  | 菊池等   | 2014年（平成26年）6月11日 | 2018年（平成30年）6月10日 | さぬき市総務部長         | 無所属   | （1期） |
| 第4代 | 3  | 菊池等   | 2018年（平成30年）6月11日 | 2020年（令和2年）3月31日  | さぬき市総務部長         | 無所属   | （2期） |
| 第5代 | 4  | 中村修   | 2020年（令和2年）6月1日   | 2024年（令和6年）5月31日  | さぬき市観光協会事務局長 | 無所属   | （1期） |
| 第6代 | 4  | 中村修   | 2024年（令和6年）6月1日   | 2028年（令和10年）5月31日 | さぬき市観光協会事務局長 | 無所属   | （2期） |

## 議会

### 衆議院
- 選挙区：香川2区（高松市（旧国分寺町・香川町・香南町・塩江町・牟礼町・庵治町域）、丸亀市（旧綾歌町・飯山町域）、坂出市、さぬき市、東かがわ市、木田郡、綾歌郡）
- 任期：2021年10月31日 - 2024年10月9日
- 当日有権者数：258,730人
- 投票率：58.53％

| 当落         | 候補者名   | 年齢 | 所属党派   | 新旧別 | 得票数   | 重複 |
| ------------ | ---------- | ---- | ---------- | ------ | -------- | ---- |
| 当           | 玉木雄一郎 | 52   | 国民民主党 | 前     | 94,530票 | ○    |
| 繰り上げ当選 | 瀬戸隆一   | 56   | 自由民主党 | 元     | 54,334票 | ○    |

- 投票日：2024年10月27日
- 当日有権者数：250,122人
- 投票率：54.95％

| 当落 | 候補者名   | 年齢 | 所属党派   | 新旧別 | 得票数   | 重複 |
| ---- | ---------- | ---- | ---------- | ------ | -------- | ---- |
| 当   | 玉木雄一郎 | 55   | 国民民主党 | 前     | 89,899票 | ○    |
| 比例 | 瀬戸隆一   | 59   | 自由民主党 | 前     | 39,006票 | ○    |
|      | 石田真優   | 56   | 共産党     | 新     | 6,466票  |      |

## 経済

### 産業
クレーン製造のタダノやセシールの商品加工・物流の各センターなどがある。

#### 工業団地
- 志度臨海工業団地
- 末工業団地
- 高松東ファクトリーパーク（さぬき市・三木町）

リース制度（1km2当たり年間200円）や長期分納制度を導入した大型内陸工業団地。リース期間が終了したので時価で売却
- 鵜部工業団地
- 東香川食品産業ファブリック

### さぬき市共通商品券
さぬき市商工会の協力を得て、さぬき市内の購買力を促進し、消費の拡大、地域商工業の活性化と併せてさぬき市内地域経済の振興を図ることを目的として、さぬき市共通商品券が発行されることとなった。額面は500円、1,000円の2種類で2006年（平成18年）5月1日より、商工観光課（本庁2階）、さぬき市商工会（本所・支所）にて販売される。利用できる店舗は「取扱指定店ステッカー」を店頭に掲示してある店舗である。さぬき市共通商品券の有効期間は、発行日より1年間である。

## 姉妹都市・友好交流都市
- アイゼンシュタット市（オーストリア共和国）平成5年10月11日締結(旧志度町）
- 北海道 喜茂別町（後志総合振興局）
旧寒川町との縁組みを継承。1970年（昭和45年）12月24日締結
- 北海道 剣淵町（上川総合振興局）
旧志度町との縁組みを継承。1996年（平成8年）9月28日締結
- 北海道 岩見沢市（空知総合振興局）
旧長尾町との友好交流都市縁組みを継承。1992年（平成4年）8月22日締結
- 秋田県 仙北市
旧志度町との友好交流都市縁組みを継承。平成8年9月28日締結

## 地域

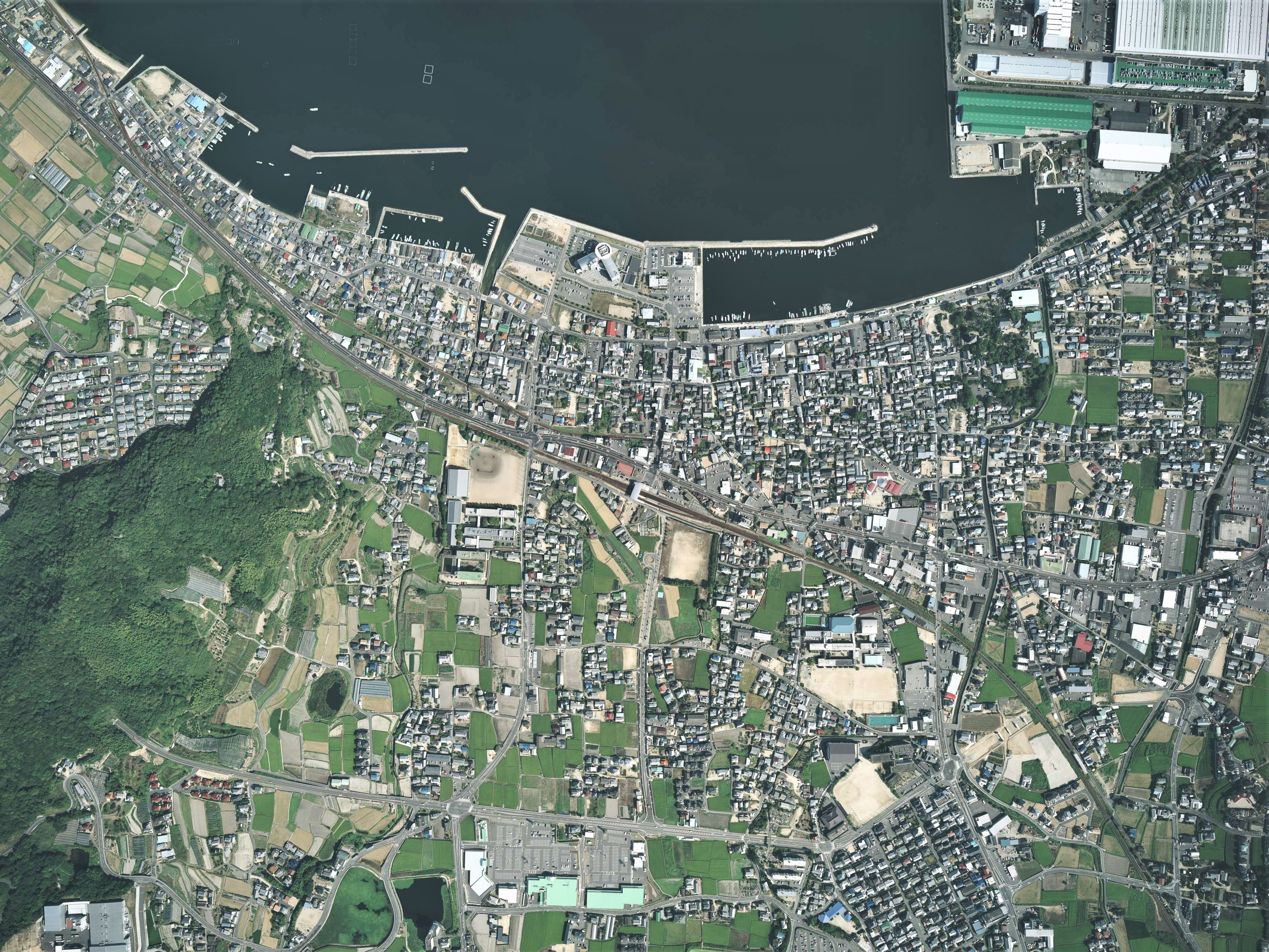
市役所の所在する志度地区の空中写真。
2007年9月12日撮影。。

### 人口
| |                                          |  |
| さぬき市と全国の年齢別人口分布（2005年） | さぬき市の年齢・男女別人口分布（2005年） |  |
| ■紫色 ― さぬき市 ■緑色 ― 日本全国 | ■青色 ― 男性 ■赤色 ― 女性                |  |
| さぬき市（に相当する地域）の人口の推移 \| 1970年（昭和45年） \| 53,532人 \| \| \| 1975年（昭和50年） \| 54,548人 \| \| \| 1980年（昭和55年） \| 55,576人 \| \| \| 1985年（昭和60年） \| 57,152人 \| \| \| 1990年（平成2年） \| 57,604人 \| \| \| 1995年（平成7年） \| 58,390人 \| \| \| 2000年（平成12年） \| 57,772人 \| \| \| 2005年（平成17年） \| 55,754人 \| \| \| 2010年（平成22年） \| 53,000人 \| \| \| 2015年（平成27年） \| 50,272人 \| \| \| 2020年（令和2年） \| 47,003人 \| \| |                                          |  |
| 総務省統計局 国勢調査より |                                          |  |
| 1970年（昭和45年） | 53,532人                                 |  |
| 1975年（昭和50年） | 54,548人                                 |  |
| 1980年（昭和55年） | 55,576人                                 |  |
| 1985年（昭和60年） | 57,152人                                 |  |
| 1990年（平成2年） | 57,604人                                 |  |
| 1995年（平成7年） | 58,390人                                 |  |
| 2000年（平成12年） | 57,772人                                 |  |
| 2005年（平成17年） | 55,754人                                 |  |
| 2010年（平成22年） | 53,000人                                 |  |
| 2015年（平成27年） | 50,272人                                 |  |
| 2020年（令和2年） | 47,003人                                 |  |

### 健康

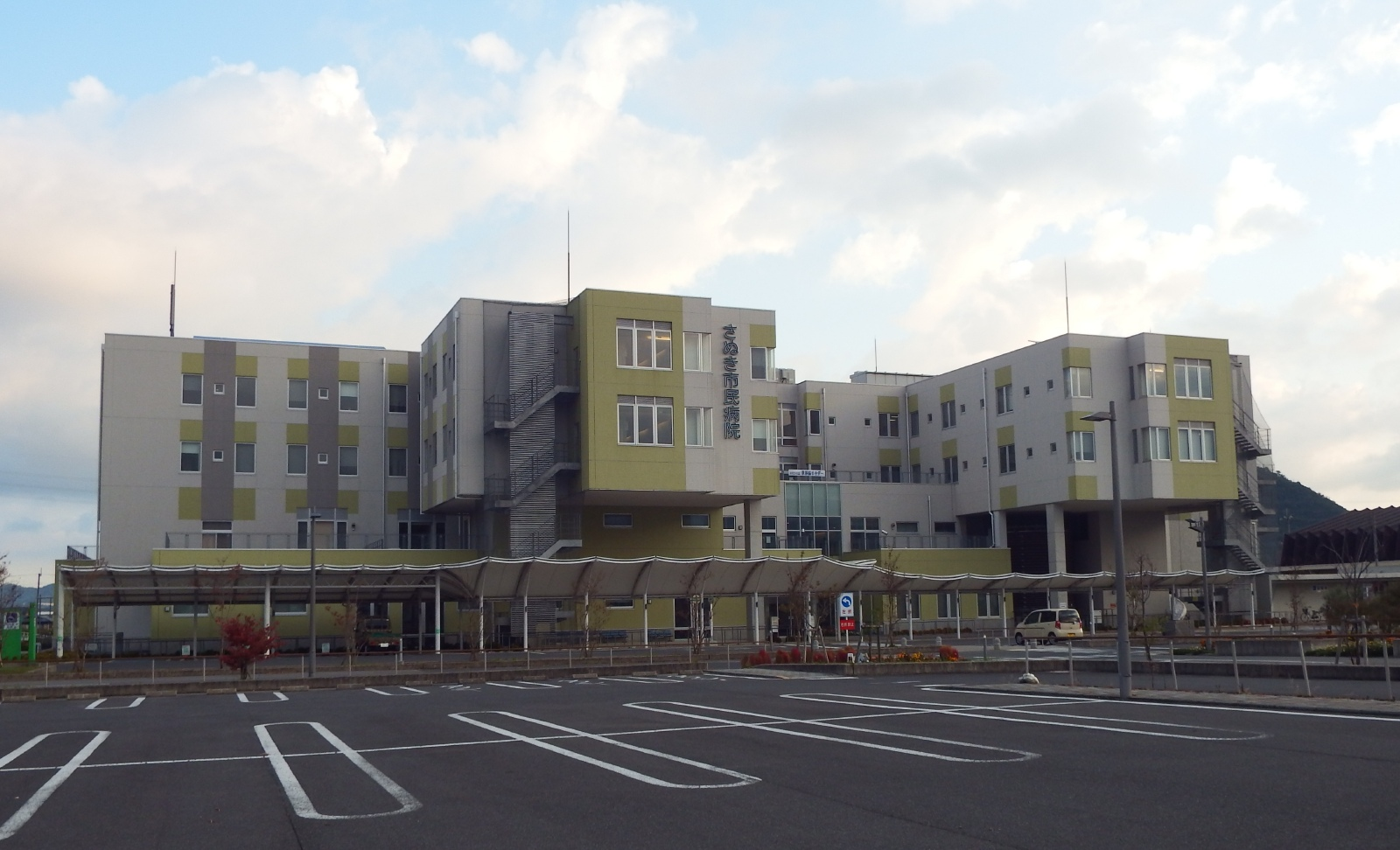
さぬき市民病院

- さぬき市民病院
  - 津田診療所

### 教育

#### 小学校
- さぬき市立津田小学校
- さぬき市立さぬき南小学校
- さぬき市立志度小学校
- さぬき市立さぬき北小学校
- さぬき市立寒川小学校
- さぬき市立長尾小学校
- さぬき市立造田小学校

#### 中学校
- さぬき市立さぬき南中学校
- さぬき市立志度中学校
- さぬき市立長尾中学校

#### 高等学校
- 香川県立志度高等学校
- 香川県立津田高等学校
- 香川県立石田高等学校
  - 上記3校の統合を予定している。
- 寒川高等学校

#### 大学・短期大学
- 徳島文理大学香川校 - 2025年4月に高松市浜ノ町のJR高松駅北側で建設中の高松駅キャンパスに移転

#### その他の学校
- 香川県立香川東部支援学校
- さぬきピアラーニングハブ

## 交通

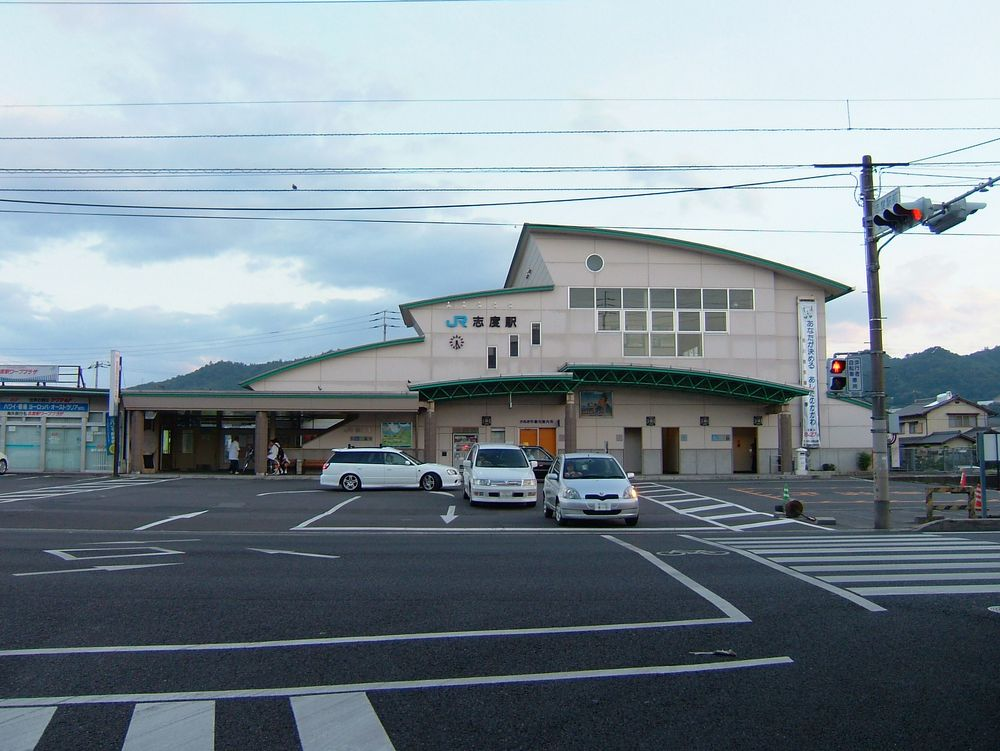
志度駅

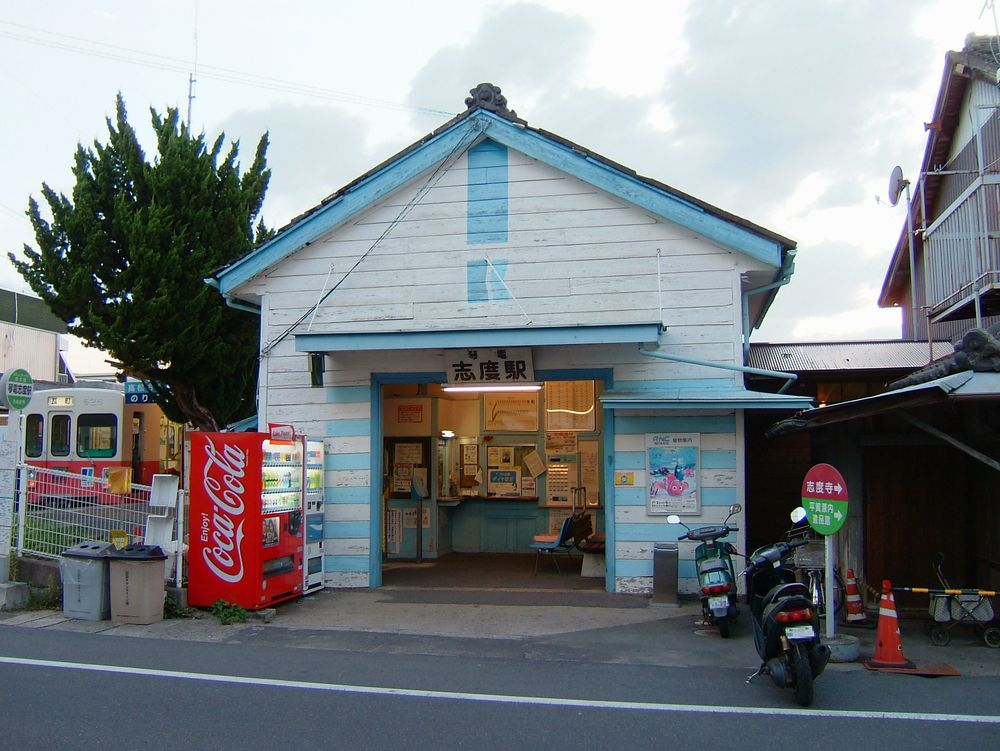
琴電志度駅

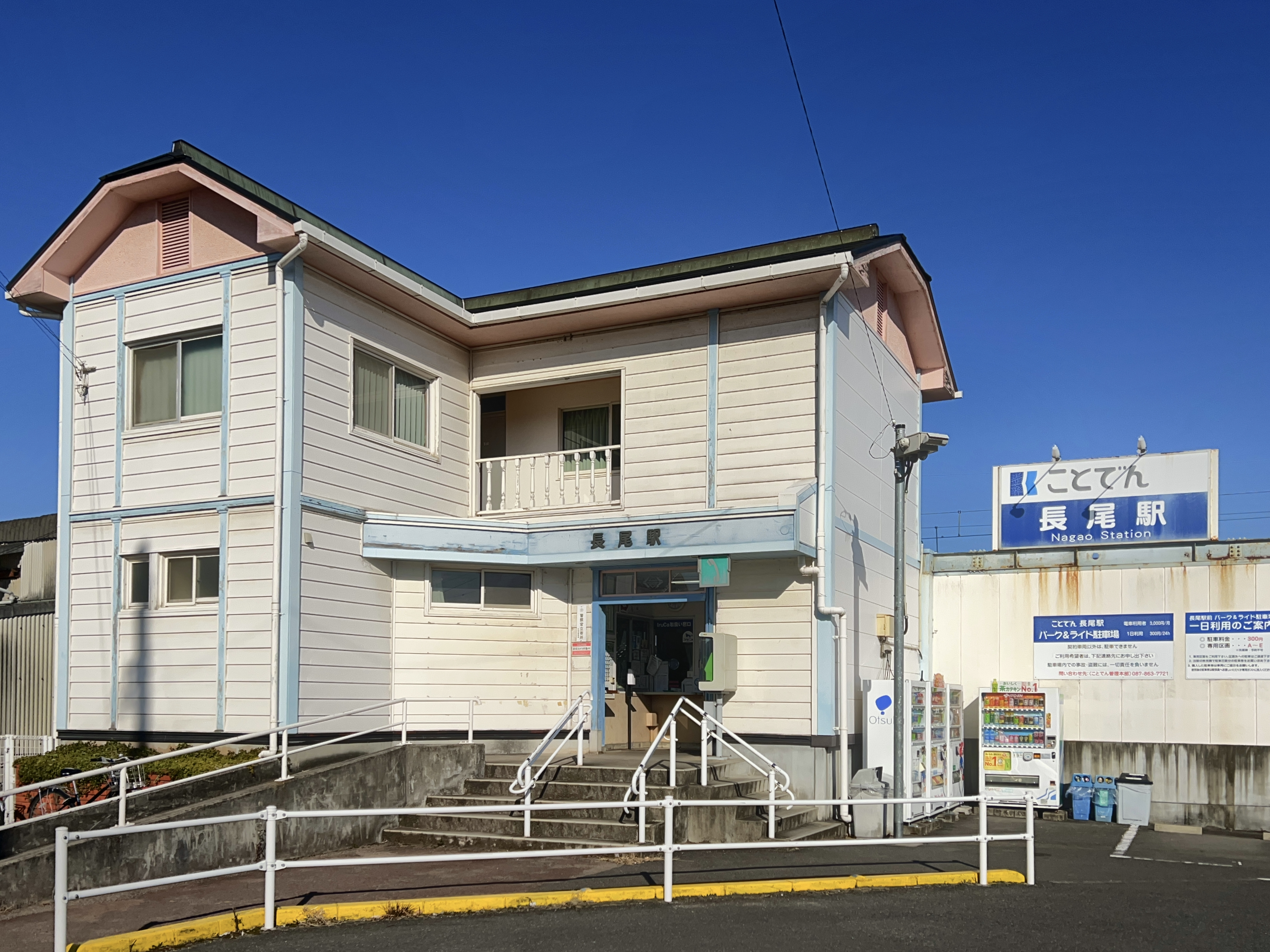
長尾駅

### 鉄道路線
四国旅客鉄道（JR四国）
- 高徳線
  - 志度駅 - オレンジタウン駅 - 造田駅 - 神前駅 - 讃岐津田駅 - 鶴羽駅

中心となる駅は志度駅。特急「うずしお」は全列車が志度駅に停車、一部列車がオレンジタウン駅と讃岐津田駅に停車する。
高松琴平電気鉄道（ことでん）
- 志度線
  - 琴電志度駅
- 長尾線
  - 長尾駅

### バス路線
- 大川バス
- さぬき市コミュニティバス・デマンドタクシー くらし・相談
  - RYDE株式会社のデジタル乗車券アプリ「RYDE PASS」では、さぬき市コミュニティバス1日乗り放題券【休日用】[6]（大人：1000 円　小・中・高生、障害者：400 円）と、高校生を対象としたデジタル定期券（30日間：3,000円）[7]を販売している。

### 道路
高速道路
市内にあるインターチェンジ
- 高松自動車道志度インターチェンジ・津田寒川インターチェンジ・津田東インターチェンジ

一般国道
市内を走る一般国道
- 国道11号
- 国道377号

県道
市内を走る県道
- 主要地方道
  - 香川県道・徳島県道2号津田川島線
  - 香川県道・徳島県道3号志度山川線
  - 香川県道10号高松長尾大内線
  - 香川県道37号三木津田線
- 一般県道
  - 香川県道・徳島県道105号多和脇線
  - 香川県道122号津田引田線
  - 香川県道132号田面入野山線
  - 香川県道133号富田中津田線
  - 香川県道134号讃岐津田停車場線
  - 香川県道135号大串志度線
  - 香川県道136号志度小田津田線
  - 香川県道137号大串鴨部線
  - 香川県道139号富田中鴨部線
  - 香川県道140号富田西鴨庄線
  - 香川県道141号石田東志度線
  - 香川県道142号造田停車場線
  - 香川県道147号太田上町志度線
  - 香川県道148号多和三木線
  - 香川県道264号田面富田西線
  - 香川県道272号高松志度線
  - 香川県道279号三木寒川線
- 道の駅
  - 津田の松原
  - ながお
  - みろく

## 名所・旧跡・観光スポット・祭事・催事
名所・旧跡
- 津田の松原（日本の白砂青松100選）
- 富田茶臼山古墳
- 多和神社（志度）
- 多和神社（前山）
- 鶴羽神社
- 津田八幡宮
- 天満宮
- 布勢神社
- 造田神社
- 宇佐神社
- 志太張神社
- 神前神社
- 男山神社

- 春日神社
- 大蓑彦神社
- 鴨部八幡宮

- 四国八十八箇所霊場
  - 第86番札所 志度寺
  - 第87番札所 長尾寺
  - 第88番札所 大窪寺
- 新四国曼荼羅霊場
  - 第8番札所 西教寺
  - 第9番札所 玉泉寺
  - 第10番札所 自性院
- 四国三十六不動霊場
  - 第34番札所 繁昌院

観光スポット
- ワインロード(市道大井長浜線)
- 大串自然公園

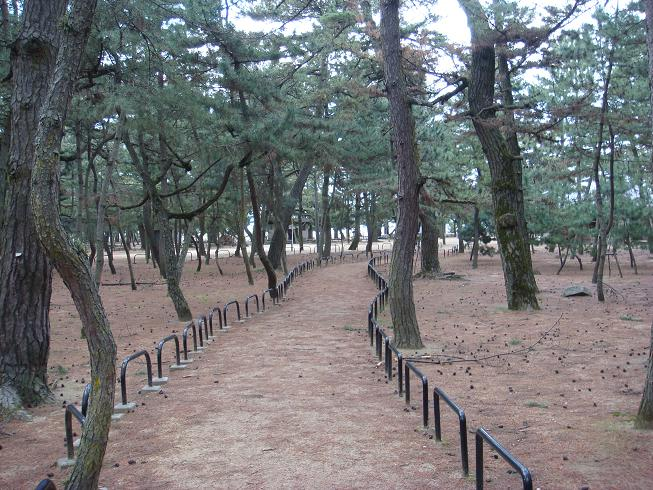
津田の松原

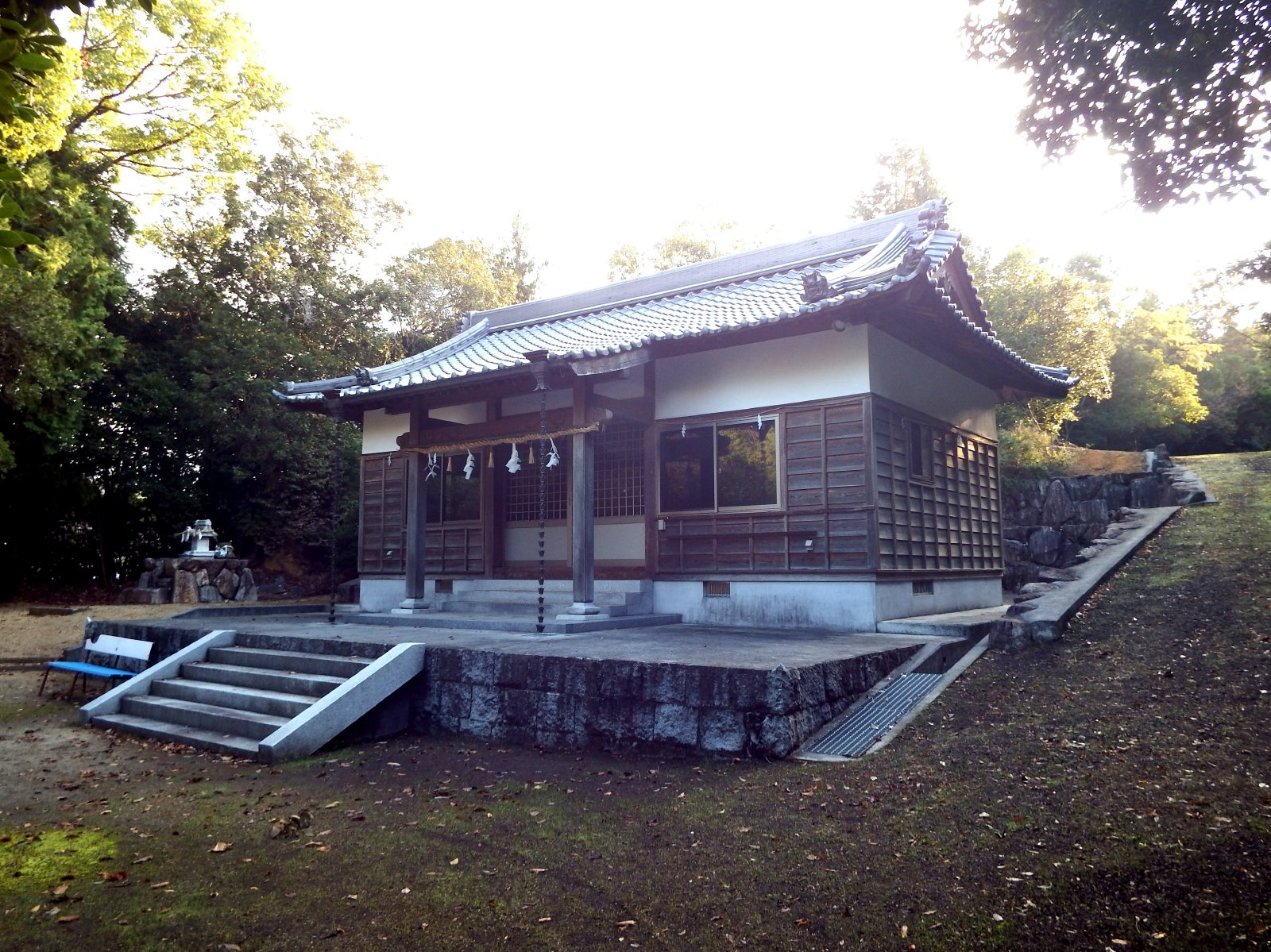
春日神社

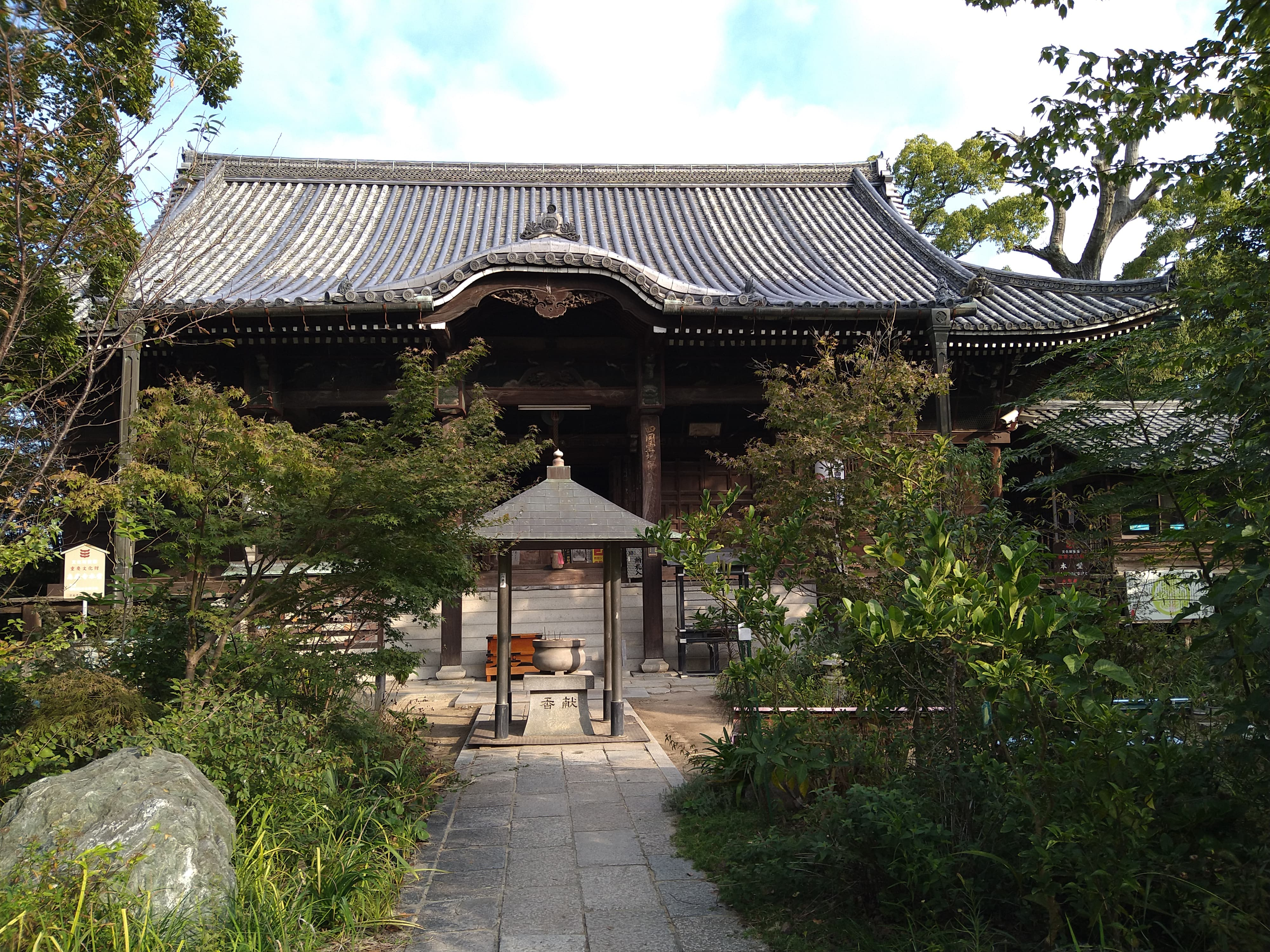
志度寺本堂

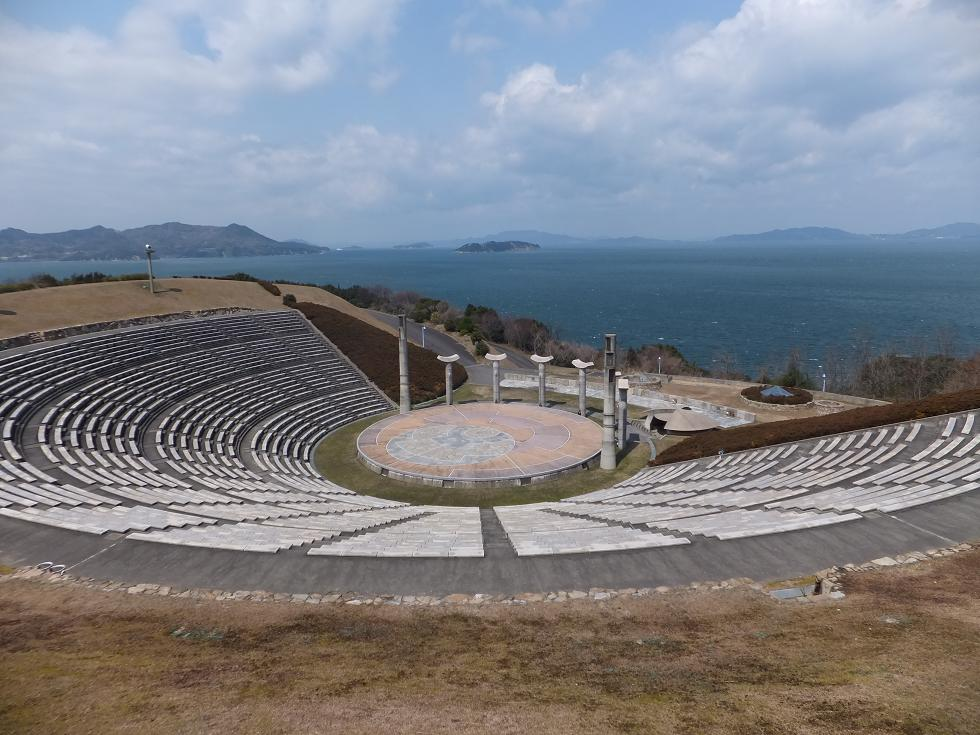
野外音楽広場テアトロン

  - 芝生広場から望む瀬戸内海の景色は四国八十八景81番に選定。
  - さぬき市野外音楽広場テアトロン（野外コンサート会場）
  - さぬきワイナリー（「さぬき市SA公社」が運営）
  - さぬき市シーサイドコリドールオートキャンプ場（「さぬき市SA公社」が運営）
  - 時の納屋（「さぬき市SA公社」が運営）
- みろく自然公園
- 門入の郷
- 県立亀鶴公園
- ツインパルながお（香川県大川圏域健康生きがい中核施設：温泉、プール、フィットネス、食事、会議、アリーナ（体育館）、選挙の開票場としても使用される。）
- 長尾総合公園
- 源内音楽ホール（志度共同福祉施設：ランパルメモリアルホール）
- ドルフィンセンター（イルカとの触れ合いでのドルフィンセラピーなど）
- さぬきの森森林浴公園
- うのべ公園
- さぬき市細川林谷記念館

レジャー

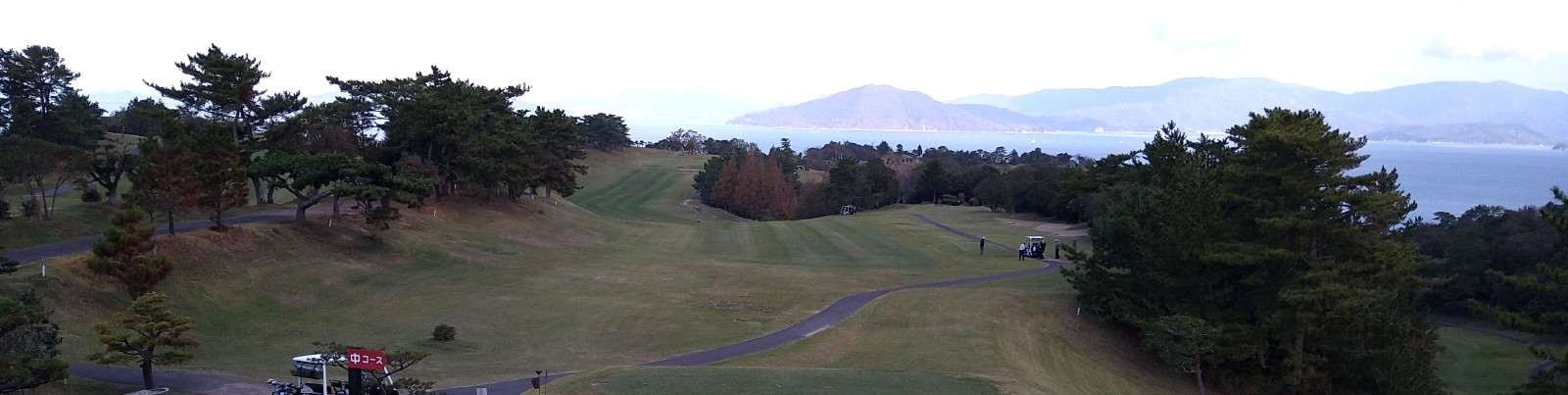
志度カントリークラブ

- 志度カントリークラブ（市北部）：四国八十八景82番
- 讃岐カントリークラブ（市北部）
- アルファ津田カントリークラブ（市中部）

温泉
- 春日温泉
- 薬師湯温泉
- カメリア温泉

祭事・催事

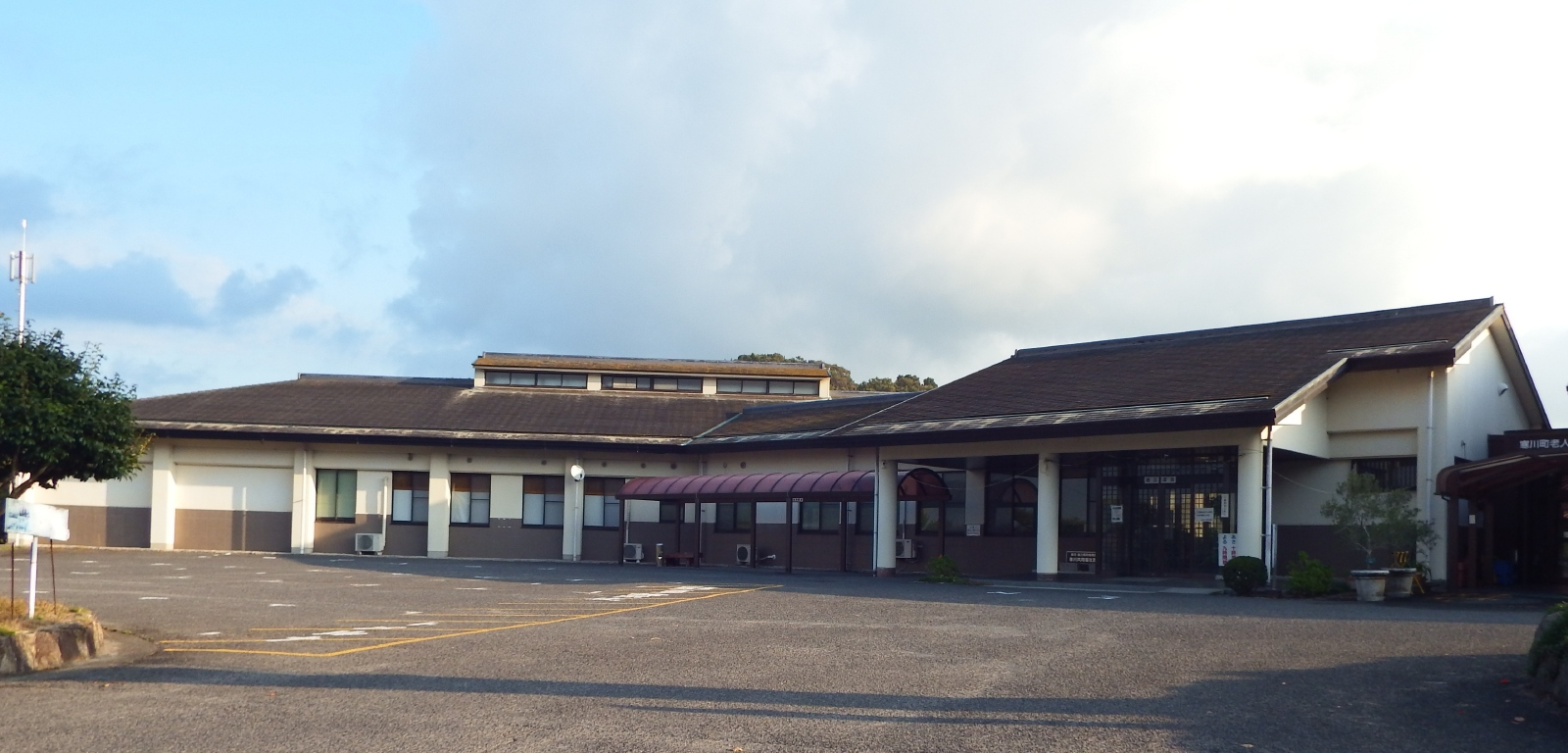
春日温泉

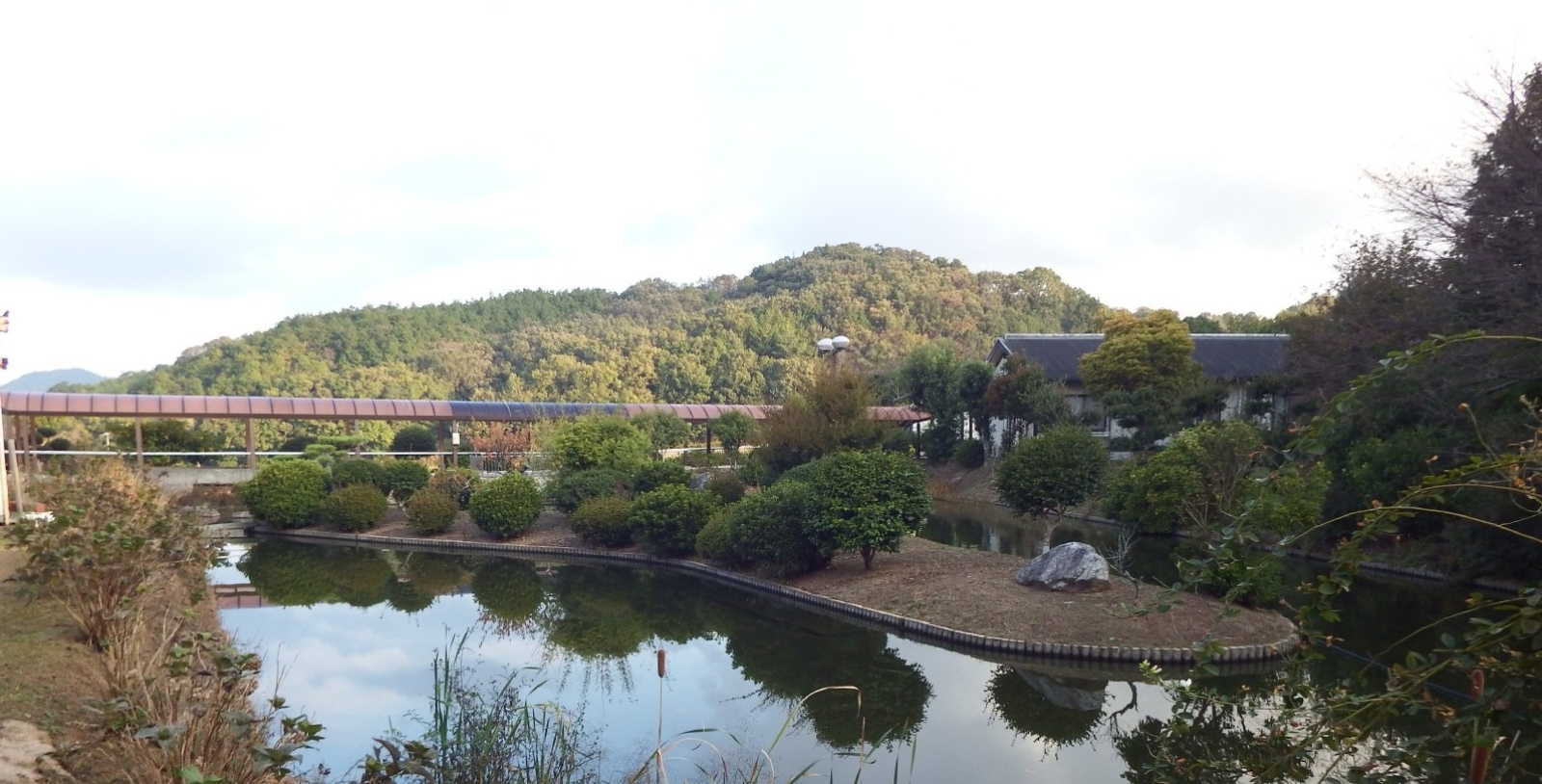
春日温泉　池

- 長尾寺三味線餅つき（第87番札所 長尾寺、1月2日）
- 長尾寺大会陽（第87番札所 長尾寺、150kgの大鏡もちの運搬競技など、1月7日）
- さぬき源内ふるさとまつり（平賀源内先生旧邸銅像前、3月下旬）
- 鴨部川「川の市」（鴨庄郵便局北側、4月上旬）
- さぬき市みろく桜まつり（みろく自然公園、4月第1日曜日）
- 鎮花祭（はなしずめのまつり）（宇佐神社（県立亀鶴公園西側）4月第1日曜日）
- 釜鳴り神事（造田神社、5月3日）
- 津田石清水八幡宮春市（津田石清水八幡宮、5月8日）
- 志度寺の柴灯護摩（さいとうごま）（第86番札所 志度寺、5月18日）
- さつき展（市内、志度地区、長尾地区各会場、5月下旬）
- 宝円寺の春市（宝円寺、東讃地区最後の春市、6月1日）
- さぬき市長尾ショウブまつり（県立亀鶴公園、6月上旬 - 中旬）
- 津田の松原海水浴場海開き（津田の松原海水浴場、7月1日）
- 志度寺十六度市（第86番札所 志度寺、7月16日）
- 香川県ビーチバレー津田フェスティバル（津田の松原海水浴場、7月下旬）
- 野外音楽広場 テアトロンコンサート（志度テアトロン、夏期に3回程度開催、7月下旬）
- サマーメモリアルフェス（子供から大人まで真夏の夜を楽しむ祭り、7月下旬）
- 門入よさこい（門入の郷、7月下旬）
- 形代流し神事曲水の宴（宇佐神社（県立亀鶴公園西側）、7月31日）
- マリン・ジャズフェスティバル in 津田（8月上旬、現在開催されているか不明)
- さぬき市みろく納涼夏まつり（みろく自然公園、8月14日）
- 津田まつり（津田の松原、8月中旬）
- お大師山の火祭り（虚空蔵山、8月下旬）
- 大串自然公園月見茶会（大串自然公園、9月中旬）
- 造田神社秋季例大祭（造田神社、9月下旬）
- 男山神社秋季例大祭（男山神社、9月下旬）
- 鴨部神社秋季例大祭（鴨部神社、9月下旬）
- 津田石清水八幡宮秋季例大祭（津田石清水八幡宮、10月上旬）
- 富田神社秋季例大祭（富田神社、10月第1日曜日）
- 宇佐神社秋の大祭（宇佐神社（県立亀鶴公園西側）、10月第1日曜日）
- 多和神社秋季大祭（多和神社（志度）、10月第2土・日曜日）
- 塚原稲荷神社あばれみこし（御輿や観客を池の中に落とす、塚原稲荷神社、10月第2日曜日）
- 産宮神社秋祭（産宮神社、10月第2日曜日）
- おおかわフェスティバル（四国一のフリーマーケット、みろく自然公園、10月第3日曜日）
- 石田神社秋季例大祭（石田神社、10月上旬）
- かぐや姫カーニバル長尾（長尾地区各地・県立亀鶴公園、10月下旬）
- どじょ輪ピック IN 長尾（どじょう汁（うどん）の味比べ、JR造田駅前広場 11月中旬）
- さぬき市市民文化祭（市内各地、11月上旬）
- 南川じねんじょまつり（南川自然の家、11月末）
- 津田クロスカントリー大会（津田の松原海水浴場、12月第3日曜日）

## マスコットキャラクター
- さっきー - さぬき市合併10周年記念事業（前述）でマスコットキャラクターを募集したところ、143作品が寄せられ、選考の結果、「さっきー」が最優秀賞に選出され公式マスコットキャラクターとなった。四国88カ所上がりの3カ所（第86番札所志度寺、第87番札所長尾寺、第88番札所大窪寺）を有するさぬき市を訪れる「お遍路さん」をモチーフにしている。お遍路さんの装束を着た元気な女の子のキャラクターである。襟巻は「さぬきうどん」、杖は「自然薯」（特産品）、編笠にはさぬき市章、豊かな自然を表現して髪は緑、洋服は海の青、胸には市花であるコスモスがデザインされている[2]。市では着ぐるみとキャラクター図案の使用を認めている。キャラクターの使用は無料であるが、営利を目的とする場合は使用承認が必要である。ただし一部例外があるので、利用の際にはホームページや担当部署で確認のこと[8]。

## メディア

### ケーブルテレビ
- ケーブルメディア四国(旧さぬき市ケーブルネットワーク)

## 市外局番
- 志度・鴨庄・小田・鴨部・末（旧志度町）が087（高松MA）、それ以外が0879（三本松MA）。同一市町で複数のMAにまたがっているのは香川県ではさぬき市が唯一。
- 同じ0879でも小豆島（小豆島町・土庄町）は土庄MAなので、市外通話扱いとなり市外局番が必要。

## 郵便局
- 長尾郵便局（集配局）：769-23xx、769-24xx、761-09xx、769-21xx

- 志度郵便局
- 富田郵便局
- 大川郵便局

- 鴨庄郵便局
- 小田郵便局
- 鴨部郵便局

- 多和郵便局
- 造田郵便局
- 石田郵便局

- 津田郵便局
- 鶴羽郵便局
- 前山簡易郵便局

## 出身有名人

### 政治・経済

#### 政治
- 玉木雄一郎 - 衆議院議員、国民民主党代表
- 樫村正員 - 元旧志度町長、旧志度町出身。
- 小西敏雄 - 元旧長尾町長
- 三田文明 - 元旧津田町長
- 十川昭五 - 元旧大川町長
- 廣瀬正美 - 元旧寒川町長
- 赤澤申也 - 元さぬき市長・元旧志度町長、旧志度町出身
- 大山茂樹 - さぬき市長。旧津田町出身
- 砂川敏文 - 元北海道帯広市長

### 経済
- 岩澤靖 - 実業家・元北海道テレビ放送、元札幌トヨペット社長
- 大社義規 - 実業家・日本ハムの創業者
- 橋本善吉 - 朝鮮九龍浦の橋本善吉商店店主

### 学界
- 平賀源内 - 江戸時代の蘭学者

### 芸能
- 平尾隆之 - アニメーター・演出家・アニメ監督
- 高木智視 - 小説家

### スポーツ
- 白井一幸 - 元プロ野球選手
- 高橋浩司 - 元プロ野球選手
- 松永昂大 - 元プロ野球選手
- 阿部幸音 - バスケットボール選手
- 高木和正 - サッカー選手
- 多田高行 - 元サッカー選手
- 堀河俊大 - サッカー選手
- 真鍋和幸 - 自転車競技選手